# Theresa Villiers
Theresa Anne Villiers (nacida el 5 de marzo de 1968) es una política británica que es actualmente Ministra para el Medio Ambiente, la Alimentación y los Asuntos Rurales desde el 24 de julio de 2019 en el nuevo gabinete de Boris Johnson. Un miembro del Partido Conservador, ha sido el miembro de parlamento (MP) por  Chipping Barnet desde las elecciones generales del Reino Unido de 2005. Villiers fuewas Ministra para el Transporte desde 2010 hasta 2012 y Ministra para Irlanda del Norte desde 2012 hasta 2016.